# Buinévitx
Buinévitx (en rus: Буйневич) és un poble del krai de Primórie, a l'Extrem Orient de Rússia, que en el cens del 2010 tenia 6 habitants. Fins al 1972 la vila es deia Khunkhuz.